# Carea diagona
Carea diagona är en fjärilsart som beskrevs av George Francis Hampson 1912. Carea diagona ingår i släktet Carea och familjen trågspinnare. Inga underarter finns listade i Catalogue of Life.